# Carl Croneiß

Carl Croneiß

Carl Croneiß (* 9. Januar 1891 in Bad Dürkheim; † 31. Juli 1973 in Nürnberg) war ein deutscher Militär und nationalsozialistischer Politiker.

## Leben
Nach dem Besuch der Volksschule und des humanistischen Gymnasiums, das er 1911 mit dem Abitur verließ, trat er als Fahnenjunker in das Infanterie-Regiment „Prinz Carl“ (4. Großherzoglich Hessisches) Nr. 118 in Worms ein. Später wurde er an der Kriegsschule Kassel ausgebildet. 1912 erhielt er das Offizierspatent, dass auf das Jahr 1910 ausgestellt war. Später wurde Croneiß zum 8. Rheinischen Infanterie-Regiment Nr. 70 in Saarbrücken versetzt, mit dem er ab 1914 am Ersten Weltkrieg teilnahm. Zunächst kämpfte Croneiß an der Westfront, bevor er im Herbst 1914 zur Fliegertruppe versetzt wurde. Im Anschluss an die Ausbildung zum Flugzeugführer wurde er 1915 zum Oberleutnant befördert und der Feldfliegerabteilung 4b in Vitry und der Feldfliegerabteilung 24 in Lille zugeteilt. Im Herbst 1915 wurde Croneiß der deutschen Militärmission in Konstantinopel zugeteilt. Die folgenden Kriegsjahre verbrachte er als Flugzeugführer der osmanischen Fliegertruppe, zunächst als kaiserlich osmanischer Hauptmann der Türkischen Fliegerabteilung Chernahevicz, später bei der Feldfliegerabteilung 1 Dardanellen. 1916 wurde er zur Feldfliegerabteilung 2 Irac, Bagdad und Persien zugeteilt. 1918 wurde er Kommandeur der Türkischen Fliegerschule San Stefano bei Konstantinopel.
1919 wurde seine Kommandierung in der Türkei aufgehoben. Er kehrte nach Deutschland zurück, wo er 1920 im Rang eines Hauptmannes aus der Armee verabschiedet wurde. Im Krieg wurde Croneiß mit dem Eisernen Kreuz beider Klassen, dem Oldenburgischen Friedrich-August-Kreuz beider Klassen, dem Ritterkreuz des Albrechts-Ordens mit Schwertern, der Hessischen Tapferkeitsmedaille, dem Österreichischen Militärverdienstkreuz III. Klasse mit Schwertern, der osmanischen Imtiaz- und der Liakat-Medaille, dem Mecidiye-Orden, dem Eisernen Halbmond, dem Verwundetenabzeichen in Schwarz und dem Flugzeugführerabzeichen ausgezeichnet.
Ab 1920 betätigte Croneiß sich in Kreisen der extremen politischen Rechten. Er wurde Mitglied einer Einwohnerwehr, dann nacheinander von Reichsflagge und Wehrwolf, in dem er als Stoßtruppführer auftrat. Seit 1924 arbeitete Croneiß als Sportfluglehrer bei der  „Sportflug GmbH für Mittelfranken und Oberpfalz“ in Fürth. 1926 wurde er technischer Leiter der Deutschen Verkehrsflug AG, die er mit seinem Bruder Theodor Croneiß gegründet hatte.
Um 1930 schloss Croneiß sich der Sturmabteilung (SA) an. 1932 wurde er Sturmführer der SA-Gruppe Franken. 1933 wurde er als Fliegerkapitän Leiter der Fliegerübungsstation Nürnberg. 1937 führte er die Gruppe 13 des NSFK Nürnberg.
Von April 1938 bis zum Frühjahr 1945 saß Croneiß auf Reichswahlvorschlag im Reichstag (Zeit des Nationalsozialismus).